# Nibork
Nibork (niem. Neberg) – wieś w Polsce położona w województwie warmińsko-mazurskim, w powiecie mrągowskim, w gminie Sorkwity. W latach 1975–1998 miejscowość administracyjnie należała do województwa olsztyńskiego.
Niemiecka nazwa wsi Neberg jest nazwiskiem pierwszego właściciela, czytanym od tyłu: von Greben.

## Części wsi
| SIMC    | Nazwa    | Rodzaj    |
| ------- | -------- | --------- |
| 0488020 | Szarłaty | część wsi |

## Historia
Dawniej była to wieś szlachecka, powstała około 1700 r. na 6 włókach w obrębie dóbr sorkwickich. W 1785 r. we wsi było 9 domów. W 1815 mieszkało tu 30 osób. W 1838 r. we wsi było 12 domów ze 112 mieszkańcami. Szkoła wiejska powstała po 1888 roku. W 1935 r. w szkole uczyło się 41 dzieci (także dzieci ze wsi Szarłaty). W 1939 r. wsi było 191 mieszkańców.
W 1973 r. do sołectwa Nibork należały także: Kozarek Mały, Kozarek Wielki i Szarłaty